# Sajószöged
Sajószöged is een plaats (község) en gemeente in het Hongaarse comitaat Borsod-Abaúj-Zemplén. Sajószöged telt 2355 inwoners (2001).

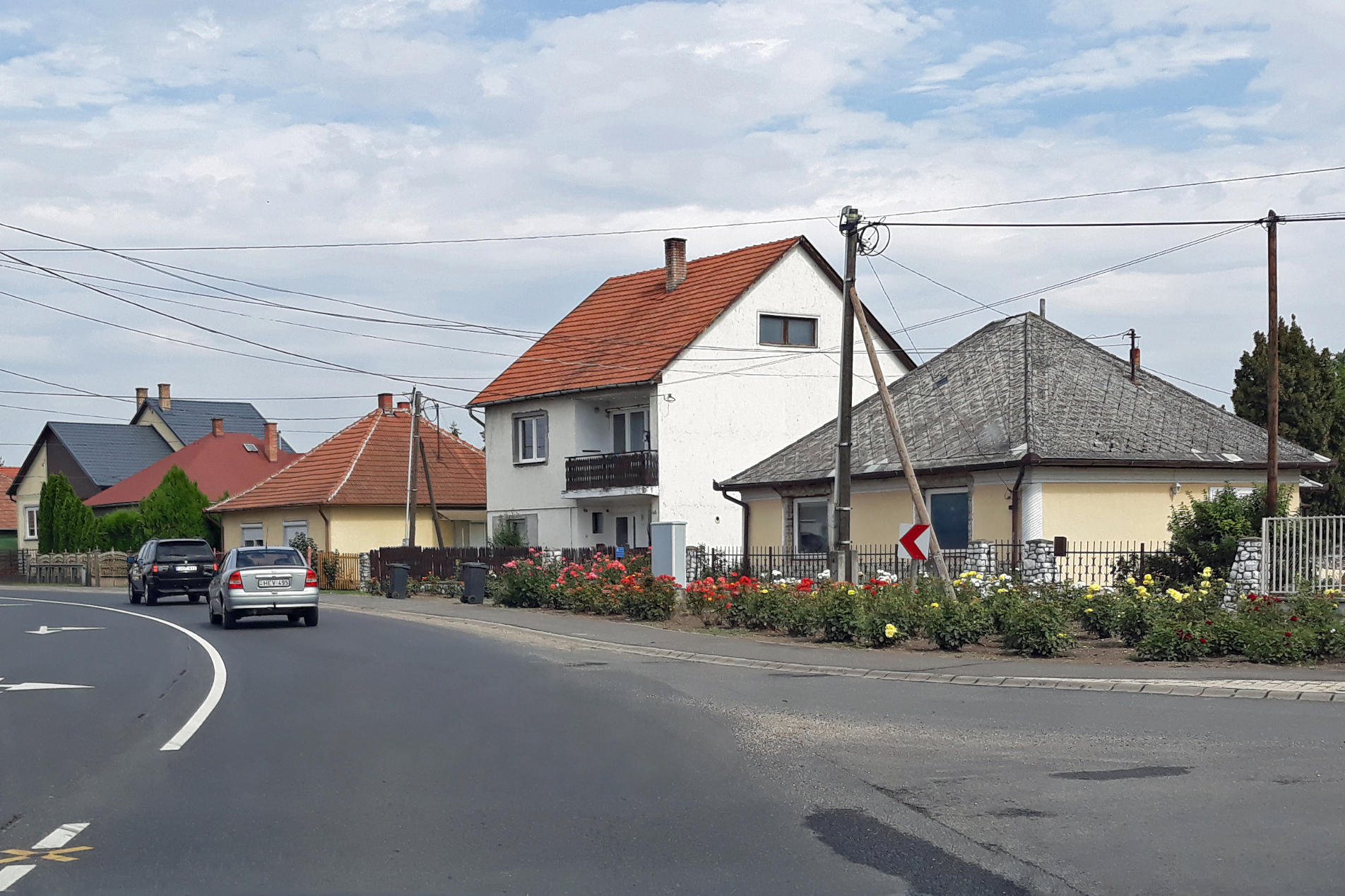
Sajószöged